# Dragon Squad
Dragon Squad (kin. Maang Lung) hongkonški je akcijski thriller iz 2005. godine. Glavne uloge tumače Sammo Hung, Michael Biehn i Maggie Q.

## Radnja
Skupina mladih Interpolovih agenata odlazi u Hong Kong gdje moraju svjedočiti na suđenju lokalnog mafijaškog bossa 'Puma' Diena. No, konvoj koji prevozi Diena do mjesta suđenja biva napadnut od internacionalne skupine terorista predvođenih Petrosom Angelom (Michael Biehn), koji se želi osvetiti Dienu zbog ubojstva prijatelja. Interpolova ekipa, pod vodstvom policajca veterana Kong Longa (Sammo Hung) kreće u akciju spašavanja Diena.

## Uloge
- Vanness Wu - agent Wang Sun-Ho
- Shawn Yue - agent Hung Kei-Lok
- Yu Xia - PRC Luo Zai-Jun
- Huang Shengyi - agent Pak Yut-Suet
- Lawrence Chou - agent James Lam, INTERPOL
- Sammo Hung Kam-Bo - Kong Long
-  Michael Biehn - Petros Angelo
- Li Bingbing - Yu Ching
- Huh Joon-Ho - kapetan Ko Tung-Yuen
- Maggie Q - Yuet
- Simon Yam - zapovjednik Hon Sun
- Isabella Leong - Kongova kći
- Mark Henderson - Joe Pearson
- Philip Ng - Lee Chun Pei

## Vanjske poveznice
- Dragon Squad u internetskoj bazi filmova IMDb-a
- Recenzija filma